# 小行星13608
小行星13608（13608 Andosatoru）是一颗绕太阳运转的小行星，为主小行星带小行星。该小行星于1994年10月19日发现。

## 轨道参数
小行星13608的轨道半长轴为351 289 927 km，2.3481947 UA，离心率为0.146。